# Amakasu Kagemochi

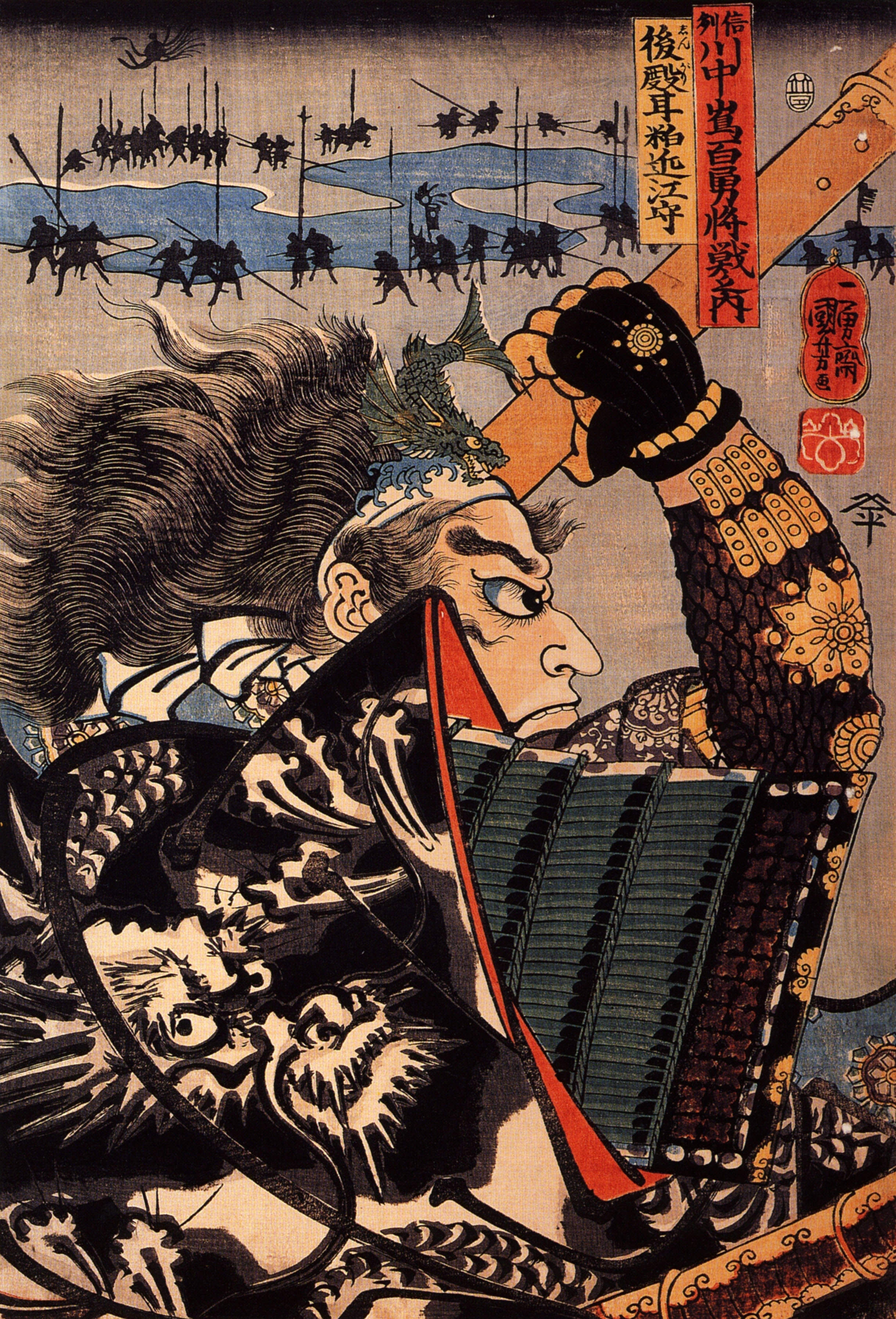
Amakasu Omi no kami.

Amakasu Kagemochi est un nom japonais traditionnel ; le nom de famille (ou le nom d'école), Amakasu, précède donc le prénom (ou le nom d'artiste).
Amakasu Kagemochi (甘糟 景持, mort en 1604) est un samouraï de l'époque Sengoku au service du clan Uesugi.

## Source de la traduction
- (en) Cet article est partiellement ou en totalité issu de l’article de Wikipédia en anglais intitulé « Amakasu Kagemochi » (voir la liste des auteurs).